# São Geraldo do Araguaia
São Geraldo do Araguaia es un municipio brasileño del estado del Pará. Fundado en 1952 por garimpeiros y exploradores de Bertholletia excelsa y bauxita oriundos de la parte derecha del río Araguaia, donde se encuentra la ciudad de Xambioá. 
Inicialmente la población se formó en la desembocadura del río que lleva a la ciudad de Xambioá, motivo por el que la nueva ciudad de se llamó Xambioazinho. Después pasó a ser llamada São Geraldo en homenaje al hijo del dueño de las tierras de la región, de nombre Geraldo. Él mismo donó el área con ese propósito.

## Geografía
Se encuentra a una altitud de 145 metros. Su población estimada en 2015 era de 24.607 habitantes. Cerca de ese municipio se localiza la sierra de las Andorinhas, uno de los principales puntos turísticos de la región.